# Николя III де Сент-Омер
Николя III де Сент-Омер (фр. Nicholas III de Saint-Omer; ум. 30 января 1314) — сеньор трети Аковы и половины Фив, наследственный маршал Ахейского княжества, а также его бальи (1300—1302, 1304—1307, 1312—1314).

## Биография
Сын Жана де Сент-Омера (ум. до 1290) и Маргариты де Пассаван. После смерти отца унаследовал половину баронии Акова, земли в Мессении и должность маршала. Чуть позже, но не позднее 1298 года унаследовал от умершего дяди половину Фив (другая половина принадлежала афинским герцогам).
По его совету герцог Ги II де ла Рош женился на Матильде де Эно — дочери ахейской княгини Изабеллы де Виллардуэн. В 1300—1302 годах, во время нахождения Изабеллы в Италии, по поручению неаполитанского короля Карла II исполнял должность бальи (губернатора).
Вторично занимал эту должность в 1304—1307 годах, во время отсутствия князя Филиппа Савойского.
Согласно арагонской версии Хроники Мореи, также был бальи Ахайи с 1312 года, хотя никакие другие источники этот факт не подтверждают.

## Семья
Николя III де Сент-Омер приблизительно с 1295 года был женат на Гульерме Орсини, дочери Рикардо Орсини, вдове Жана Шодерона. Детей в этом браке не было.